# IBM Aptiva
IBM Aptiva är en persondatorserie från IBM som började lanseras i september 1994 som ersättning för IBM PS/1. Serien upphörde 2001.
Den första Aptiva-modellen baserades på Intels 80486-processor med senare modeller använder Pentium och AMD processorer.
Alla datorsystem har utvecklats internt av IBM med undantag för E-serien som utvecklades av Acer. Sista systemet drogs fädigt maj 2001 utan direkt ersättning. IBM beslutade att komma ut mer på hemmamarknaden. Kunderna hänvisades till IBM NetVista-serien, som var riktad mer till företag. I alla Aptiva-modeller ingår ett modem och en standby/viloläge-funktion som kallas "Återuppta".
Aptiva-datorer såldes vanligtvis som ett paket som inkluderade monitor, högtalare, tangentbord och mus. Första Aptiva-modellen kom med IBM PC DOS 6.3 och Windows 3.1. Pentium-generationen med Aptiva kom med Windows 95 och OS / 2, (PC-DOS 7/Windows 3.1 och OS / 2 Warp) på utvalda modeller. Modeller med AMD-processorer skeppades främst med Windows 98, Windows 98 SE och Windows ME.
Aptiva-datorerna lyckades aldrig återta den dominans som IBM på 1980-talet hade över Compaq, Dell eller HP. Bland annat placerades IBM:s utveckling och marknadsföring av Lotus SmartSuite i direkt konkurrens med Microsoft Office. Som ett resultat av konkurrens med Microsoft "straffades IBM PC Company med högre priser, senare licens för Windows 95, och ett avsättande av tekniskt och marknadsstöd från Microsoft."
IBM beviljades inte OEM-rättigheter för Windows 95 till 15 minuter innan lanseringen av Windows 95, 24 augusti 1995. På grund av denna osäkerhet, såldes IBM:s maskiner utan Windows 95, medan Compaq, HP och andra överseende företag sålde maskiner med Windows 95 från dag ett.